# Schachweltmeisterschaft der Senioren 1991
Die Schachweltmeisterschaft der Senioren 1991 war ein internationales Schachturnier, das vom 10. bis 24. November 1991 im Kurhaus der Stadt Bad Wörishofen ausgetragen wurde.

## Überblick
Die Seniorenweltmeisterschaft im Schach wurde von der FIDE veranstaltet und von Reinhold Hoffmann organisiert, wie auch weitere Seniorenturniere. Dies waren insbesondere die Weltmeisterschaften 1993 in Bad Wildbad sowie 1995 und 1996 in Bad Liebenzell.
Die offene Weltmeisterschaft gewann Wassili Smyslow. Es nahmen 111 Männer und Frauen teil, wobei jedoch kein getrenntes Turnier für die Damen durchgeführt wurde, sondern die beste Frau erhielt den Titel Weltmeisterin. Dies war Éva Karakas aus Ungarn (Platz 33), punktgleich mit Irene Winter (Bild Mitte) aus Deutschland (Platz 46) je 6 Punkte aus elf Partien. Wolfgang Unzicker (Bild unten) war bester Deutscher.

## Endstand der offenen Seniorenweltmeisterschaft

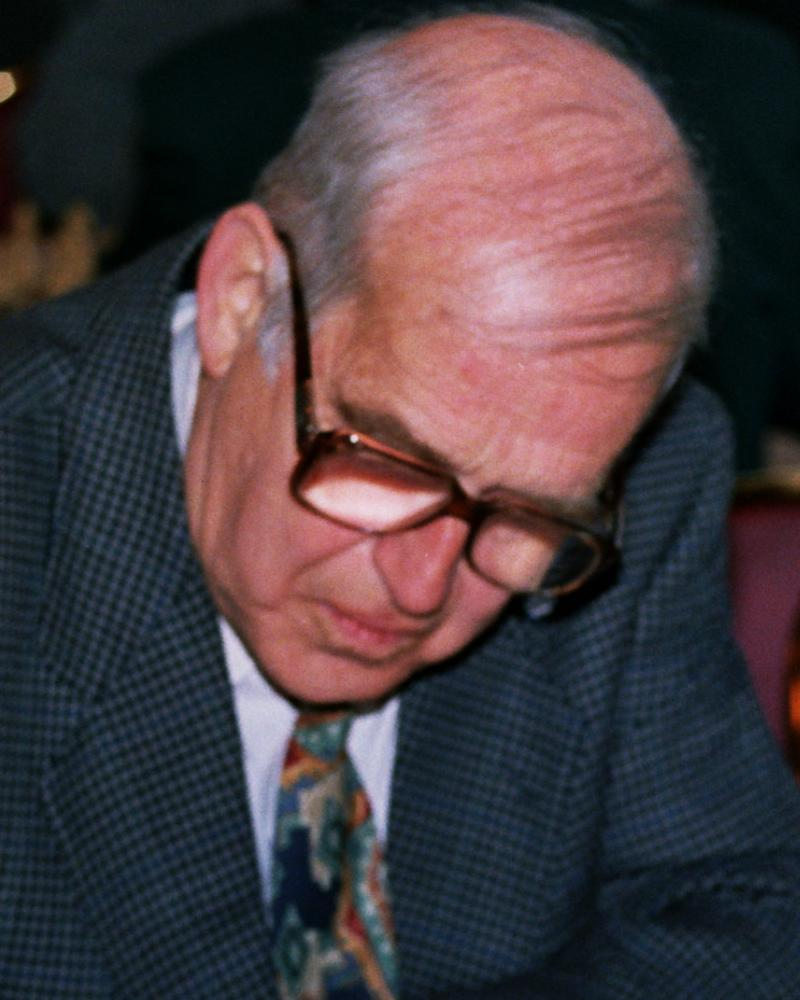
Wolfgang Unzicker, bester Deutscher

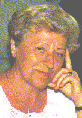
Irene Winter, beste Deutsche

| Rg | Teilnehmer         | TWZ  | Land             | Punkte |
| -- | ------------------ | ---- | ---------------- | ------ |
| 1  | Smyslow, Wassili   | 2530 | Russland         | 8,5    |
| 2  | Geller, Efim       | 2525 | Russland         | 8,5    |
| 3  | Dückstein, Andreas | 2375 | Österreich       | 8,0    |
| 4  | Usachyi, Mark      | 2225 | Ukraine          | 8,0    |
| 5  | Krogius, Nikolai   | 2515 | Russland         | 8,0    |
| 6  | Unzicker, Wolfgang | 2455 | Deutschland      | 8,0    |
| 7  | Pachman, Ludek     | 2370 | Tschechoslowakei | 7,5    |
| 8  | Honfi, Karoly      | 2350 | Ungarn           | 7,5    |
| 9  | Durao, Joaquim     | 2205 | Portugal         | 7,5    |
| 10 | Da Silva, Luiz     |      | Brasilien        | 7,5    |
| 11 | Sarapu, Ortvin     | 2350 | Neuseeland       | 7,0    |
| 12 | Weigel, Herbert    | 2152 | Deutschland      | 7,0    |
| 13 | Suetin, Alexei     | 2405 | Russland         | 7,0    |
| 14 | Stoliar Efim       | 2395 | Russland         | 7,0    |
| 15 | Winiwarter, Felix  | 2230 | Österreich       | 7,0    |
| 16 | Jahr, Ulrich       | 2245 | Deutschland      | 7,0    |
| 17 | Jaszczuk Julius    | 2050 | Polen            | 7,0    |
| 18 | Ojanen, Kaarle     | 2350 | Finnland         | 7,0    |
| 19 | Mertins, Klaus     | 2225 | Deutschland      | 7,0    |
| 20 | Tessmer, Herbert   | 1806 | Deutschland      | 7,0    |
| 21 | Patzl, Karl        | 2210 | Deutschland      | 7,0    |
| 22 | Schuler, Georg     | 1928 | Deutschland      | 7,0    |